# Ion Costaș
Ion Costaș (ur. 22 kwietnia 1944 w Țarigradzie) – radziecki i mołdawski wojskowy, minister spraw wewnętrznych Mołdawii w latach 1990–1992 i minister obrony Mołdawii w 1992.

## Życiorys

### Służba w armii radzieckiej
W 1967 r. ukończył wyższą szkołę lotników wojskowych w Charkowie, następnie w latach 1973–1976 studiował na Akademii Wojsk Powietrznych i w latach 1981–1983 na Wojskowej Akademii Sztabu Generalnego Sił Zbrojnych ZSRR. Służył w radzieckich siłach powietrznych, stacjonując w Odessie (1967–1973), w Berlinie Wschodnim jako dowódca eskadrylli (1976–1979) i w Czycie jako dowódca dywizji (1979–1981). W latach 1983–1985 był zastępcą dowódcy 14 Armii, dowodził wchodzącymi w jej skład siłami powietrznymi. W latach 1985–1989 kierował oddziałem Dobrowolnego Stowarzyszenia Wspierania Armii, Floty i Lotnictwa w Mołdawskiej SRR.

### W niepodległej Mołdawii
Po ogłoszeniu niepodległości przez Mołdawię został w 1990 r. przewodniczącym parlamentarnej komisji ds. wojska, porządku publicznego i bezpieczeństwa. W latach 1990–1992 był ministrem spraw wewnętrznych Mołdawii. 5 lutego 1992 r. prezydent Mircea Snegur powołał go na pierwszego w historii Mołdawii ministra obrony. Był zwolennikiem siłowego rozwiązania konfliktu naddniestrzańskiego. Od podstaw tworzył wojsko mołdawskie – do tej pory państwo dysponowało wyłącznie oddziałami paramilitarnymi i policyjnymi. Za sprawą jego oraz ministra bezpieczeństwa Anatole Plugaru został zerwany rozejm mołdawsko-naddniestrzański zawarty w kwietniu 1992 r., zaś w maju tego samego roku wznowiono działania bojowe. Według jego planów wojsko i siły paramilitarne mołdawskie przeprowadziły nieudaną operację mającą na celu zajęcie Bender.
W tym samym roku odszedł z resortu obrony i zajął się biznesem. Następnie w latach 1998–1999 był reprezentantem ministerstwa przemysłu i handlu Rumunii na kraje Wspólnoty Niepodległych Państw. Od 2000 do 2001 był szefem mołdawskiego oddziału rumuńskiej firmy paliwowej Petrom, zaś w latach 2002–2004 przedstawicielem firmy Hewlett Packard w Mołdawii i na Ukrainie. W 2007 r. został dyrektorem wykonawczym firmy Cristal-Sistemu – Internaţional IT Group.Moldova.
Włada językami rumuńskim i rosyjskim oraz w stopniu podstawowym angielskim i niemieckim.